# Tasgius ater
Tasgius ater är en skalbaggsart som först beskrevs av Johann Ludwig Christian Gravenhorst 1802.  Tasgius ater ingår i släktet Tasgius, och familjen kortvingar. Enligt den finländska rödlistan är arten sårbar i Finland. Arten är reproducerande i Sverige. Artens livsmiljö är sandstränder vid Östersjön.

## Bildgalleri

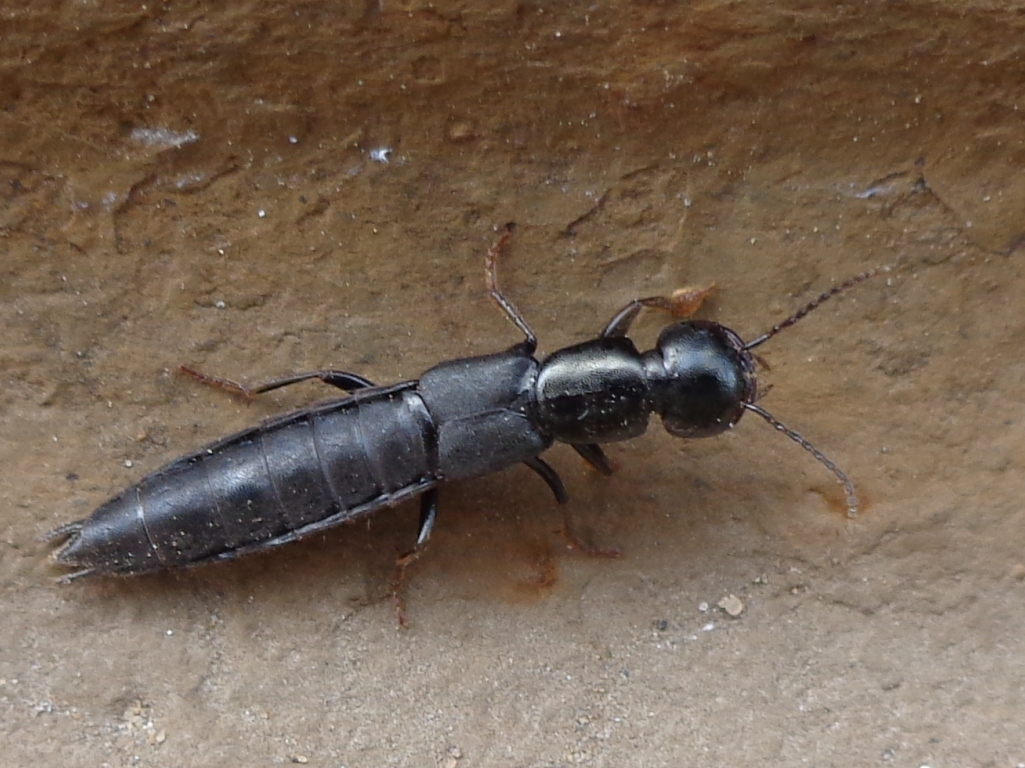